# Lucien Favre
Lucien Favre (Saint-Barthélemy, Vaud kanton, 1957. november 2. –) svájci labdarúgó-középpályás, edző.

## Pályafutása

### Játékosként
Játékfutása során Favre összesen 24 mérkőzést játszott a svájci válogatottban, egyetlen gólját egy Hollandia elleni mérkőzésen szerezte címeres mezben.
Játékosként svájci és francia csapatokban szerepelt, pályára lépett a Lausanne, a Neuchâtel Xamax, a Servette és a Toulouse csapatában is. Pierre-Albert Chapuisat 1985-ben súlyos térdsérülést okozott neki, ami miatt nyolc hónapot kellett kihagynia. 1991-ben fejezte be pályafutását.

### Edzőként
Favre edzői karrierje 1991-ben kezdődött az Echallens csapatánál. Előbb az U14-es, majd az U17-es korosztályt irányította, végül az első csapat élére nevezték ki. Vezetésével a jórészt fiatalokra építő klub feljutott a másodosztályba, ami azóta is a klub legjobb eredménye.

#### Neuchâtel Xamax
1995-ben a Neuchâtel Xamax akadémiájának szakmai igazgatója lett, ezt a posztot két éven át töltötte be.

#### Yverdon-Sport és Servette
1997 januárjában Favrét nevezték ki az Yverdon-Sport vezetőedzőjének. 1999-ben az élvonalba vezette a csapatot. A következő szezonban meglepetésre a bajnokság ötödik helyén zártak, ami az Yverdon legjobb bajnoki helyezése az élvonalban.
2000 nyarán a Servette irányítását vette át. 2001-ben csapatával megnyerte a Svájci Kupát, majd a következő idényben az UEFA-kupában szerepelt a Servette-tel.

#### Zürich
2003-ban a Zürich vezetőedzője lett, akikkel kupát, majd bajnoki címet nyert. 2007-ben egymást követő második alkalommal lett a Svájc Super Liga legjobb edzője.

#### Hertha BSC
2007. június 1-jén a német Bundesligában szereplő Hertha BSC vezetőedzője lett. A 2008-09-es évadban a Dárdai Pált is soraiban tudó Hertha a negyedik helyen zárta a bajnokságot. A 2009-10-es szezon a pénzügyi nehézségek miatt már nem volt ennyire sikeres, távozott Josip Šimunić, Andrij Voronyin és Marko Pantelić is. 2009 szeptemberének végén a kiesés ellen harcoló Hertha vezetősége menesztette Favrét.

#### OGC Nice
2016. május 4-én a francia OGC Nice élére nevezték ki, Claude Puel utódjául. Annak ellenére, hogy állítólag az Everton is szerződtette volna a csapat élére, Favre a Nice-t választotta, mondván "belefáradt a várakozásba". Első szezonja végén a nizzai csapat a bajnokság harmadik helyén végzett és kvalifikálta magát a Bajnokok Ligájába.

#### Borussia Dortmund
2018. május 22-én a Borussia Dortmund vezetőedzője lett. A 2018-2019-es szezonban jól teljesített csapatával és úgy lehet tudni hogy májusban 2024-ig hosszabbítottak Favre-val. Több mint két évet töltött el aklub vezetőedzőjeként, ezalatt azonban csupán egy német Szuperkupa-győzelmet ért el a csapattal, amely egyik szezonjában sem tudta felvenni a versenyt a Bayern Münchennnel. 2020 decemberében, a VfB Stuttgart elleni hazai pályán elszenvedett 5–1-es-es vereséget követően menesztették posztjáról.

#### Ismét OGC Nice
2022. június 27-én visszatért vezetőedzőként a Nice csapatához. Augusztus 7-én a Toulouse ellen 1–1-re végződő mérkőzésen mutatkozott be ismét. 2023 januárjában menesztették, miután a kupában a harmadosztályú Le Puy Foot 43 Auvergne ellen 1–-ra alulmaradtak.

## Sikerei, díjai

### Játékosként
- 17 nemzetközi kupamérkőzés, 4 gól
- 1985: A Servette csapatával svájci bajnok

### Edzőként
- 1994: Feljutás a Nationalliga B-be, a másodosztályba (Echallens)
- 1999: Feljutás a Nationalliga A-ba, az első osztályba (Yverdon-Sport)
- 2001: Svájci Kupa-győztes (Servette)
- 2005: Svájci Kupa-győztes (Zürich)
- 2006 és 2007: Svájci bajnok (Zürich)
- 2006 és 2007: Az év labdarúgóedzője Svájcban
- 2011: A Sport1 televízió szavazásán az év edzője Németországban[14]
- 2012: A VDV játékosszervezet szavazásán az év edzője a 2011-2012-es szezonban Németországban[15]
- 2013: A Kicker sportmagazin választásán a 2013-14-es szezon őszi idényének legjobb edzője Németországban[16]
- 2015: A Kicker sportmagazin választásán a 2014-15-ös szezon legjobb edzője[17]

## Edzői statisztika
2023. január 7-én frissítve.
| Csapat                   | Nemzet        | –tól              | –ig                  | Mérleg     | Mérleg | Mérleg | Mérleg | Mérleg |
| M                        | GY            | D                 | V                    | Győzelem % |        |        |        |        |
| ------------------------ | ------------- | ----------------- | -------------------- | ---------- | ------ | ------ | ------ | ------ |
| Echallens                | svájc         | 1991. július 1.   | 1995. június 30.     | —          | —      | —      | —      |        |
| Yverdon-Sport            | svájc         | 1997. január 1.   | 2000. június 30.     | —          | —      | —      | —      |        |
| Servette                 | svájc         | 2000. július 1.   | 2002. június 30.     | 73         | 29     | 20     | 24     | 39,73  |
| Zürich                   | svájc         | 2002. július 1.   | 2007. június 1.      | 169        | 94     | 33     | 42     | 55,62  |
| Hertha                   | németország   | 2007. június 1.   | 2009. szeptember 28. | 93         | 40     | 19     | 34     | 43,01  |
| Borussia Mönchengladbach | németország   | 2011. február 14. | 2015. szeptember 20. | 188        | 87     | 49     | 52     | 46,28  |
| Nice                     | franciaország | 2016. május 24.   | 2018. június 30.     | 99         | 42     | 24     | 33     | 42,42  |
| Borussia Dortmund        | németország   | 2018. július 1.   | 2020. december 13.   | 110        | 68     | 18     | 24     | 61,82  |
| Nice                     | franciaország | 2022. június 27.  | 2023. január 9.      | 26         | 8      | 9      | 9      | 30,77  |
| összesen                 | összesen      | összesen          | összesen             | 770        | 374    | 179    | 217    | 48,57  |